# سانتیاگو آباسکال کوند

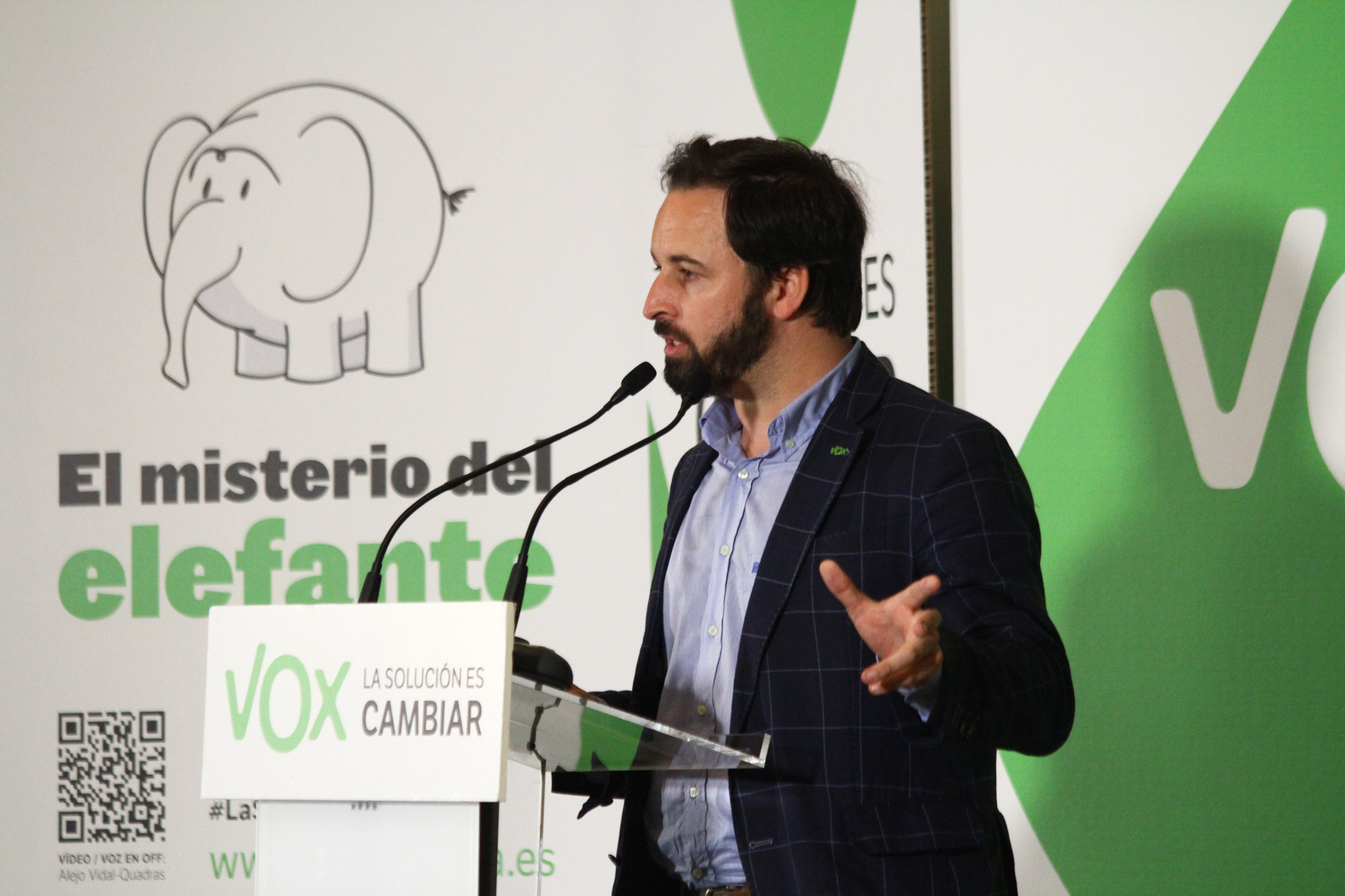

سانتیاگو آباسکال کوند (بیلبائو، سرزمین خودمختار باسک؛ ۱۴ آوریل ۱۹۷۶) سیاستمدار اسپانیایی، رئیس حزب سیاسی بُکس از سال ۲۰۱۴ و بنیاد Disenso از سال ۲۰۱۹ است. آباسکال یکی از مروجین بنیاد DENAES بود که بین سال‌های ۲۰۰۶ تا ۲۰۱۴ ریاست آن را بر عهده داشت و همچنین نویسنده چندین مقاله سیاسی است.
سانتیاگو در هجده سالگی به حزب مردم اسپانیا پیوست. در سال ۱۹۹۶ او به کمیته استانی حزب مردم در آلاوا پیوست.